# Schleswig-Holsteinische Krebsgesellschaft
Die Schleswig-Holsteinische Krebsgesellschaft e.V. (SHKG) ist eine gemeinnützige, bundeslandesweit tätige Organisation mit Sitz in Kiel. Sie engagiert sich für die Unterstützung von Menschen mit einer Krebserkrankung und deren Angehörigen sowie für die Krebsprävention und -aufklärung. Die Gesellschaft ist wie alle anderen deutschen Krebsgesellschaften Mitglied im Deutschen Krebsgesellschaft e.V.

## Geschichte
Die Schleswig-Holsteinische Krebsgesellschaft wurde im Jahr 1953 gegründet. Ziel war es zunächst, die onkologische Versorgung im Land zu verbessern und Fachwissen zu Krebsdiagnostik und -therapie zu verbreiten. In den folgenden Jahrzehnten erweiterte die Gesellschaft ihre Arbeit auf psychosoziale Beratung, Prävention und öffentliche Aufklärung.

## Aufgaben und Angebote
Die SHKG verfolgt den Zweck, die Lebensqualität von Krebspatientinnen und -patienten zu verbessern und die Bevölkerung über Risiken und Früherkennungsmöglichkeiten zu informieren.
Zu den zentralen Aufgaben gehören:
- Psychosoziale Krebsberatung: Kostenfreie, wohnortnahe Unterstützung für Betroffene und Angehörige in mehreren Städten Schleswig-Holsteins.[4]
- Krebsprävention und Aufklärung: Informationsveranstaltungen, Krebsinformationstage,[5][6] Präventionskampagnen wie "Check dich selbst",[7] und Broschüren.
- Selbsthilfeunterstützung: Förderung und Vernetzung von Selbsthilfegruppen.[8]
- Benefizveranstaltungen: Organisation von Spendenaktionen wie dem Lauf ins Leben.[9][10][11][12]

## Organisation
Die Schleswig-Holsteinische Krebsgesellschaft ist als eingetragener Verein organisiert. Organe des Vereins sind die Mitgliederversammlung, der Vorstand und die Geschäftsführung. Die Arbeit wird von hauptamtlichen Mitarbeitenden, Ehrenamtlichen und einem Netzwerk von Fachleuten getragen.

## Finanzierung
Die Finanzierung erfolgt durch Spenden, Mitgliedsbeiträge, Erbschaften, Ausschüttungen der Gemeinschaftsstiftung, Zuschüsse aus öffentlichen Mitteln und von anderen Trägern sowie sonstige Zuwendungen.

## Standort
Der Standort der Schleswig-Holsteinischen Krebsgesellschaft befindet sich in Kiel. Neben der Geschäftsstelle betreibt der Verein mehrere Krebsberatungsstellen in Schleswig-Holstein, darunter in Flensburg, Brunsbüttel und Lübeck.